# El Cerrito (Riverside County)
El Cerrito ist ein Census-designated place im Nordwesten des Riverside Countys im US-Bundesstaat Kalifornien der Vereinigten Staaten. Das U.S. Census Bureau hat bei der Volkszählung 2020 eine Einwohnerzahl von 25.962 ermittelt. Das Stadtgebiet hat eine Größe von 7,194 km², wovon 6,612 km² Landfläche sind.
Der Ort wird größtenteils von Corona umschlossen und grenzt nur im Osten an gemeindefreies Gebiet. In dieser Richtung liegt ein Stück weiter der Lake Mathews.
El Cerrito ist Teil des 37. Distrikts im Senat von Kalifornien, der momentan vom Republikaner Bill Emmerson vertreten wird, und dem 71. Distrikt der California State Assembly, vertreten vom Republikaner Jeff Miller. Des Weiteren gehört El Cerrito Kaliforniens 44. Kongresswahlbezirk an, der einen Cook Partisan Voting Index von R+6 hat und vom Republikaner Ken Calvert vertreten wird.